# Atheris matildae
Atheris matildae (Матилдина рогата випера) је новооткривена врста змија отровница из фамилије љутица (Viperidae), која живи у забаченим шумама Танзаније. Биолози су је открили крајем 2011. године.
Atheris matildae је први пут представљена јавности 6. новембра 2011. у часопису Zootaxa. Карактеристична је по жутим и црним шарама и маслинастозеленим очима. Изнад очију налазе се рожнате израслине.
Својим изгледом највише подсећа на Atheris ceratophora.